# Умершие в октябре 2013 года
Это список известных людей, соответствующих установленным критериям значимости (см. Википедия:Критерии значимости персоналий), умерших в октябре 2013 года.
Причина смерти указывается лишь в исключительных случаях (убийство, самоубийство, гибель в результате военных действий, смертная казнь, ДТП или несчастные случаи). В остальных случаях — не указывается.

## 31 октября
- Бертанья, Бруно (78) — итальянский архиепископ, секретарь Папского совета по интерпретации законодательных текстов (1994—2007)[1].
- де Вилье, Жерар (83) — французский писатель и журналист[2].
- Клетц, Тревор (91) — британский химический инженер, крупный специалист в области безопасности производства, разработчик методики HAZOP[3].
- Кузьмич, Алексей Васильевич (68) — белорусский художник[4] Архивная копия от 5 ноября 2013 на Wayback Machine.
- Нарваса, Андрес (84) — филиппинский юрист, главный судья Верховного суда Филиппин (1991—1998)[5].
- Сосновских, Мария Панфиловна (89) — российская писательница (Екатеринбург), участник Великой Отечественной войны[6].

## 30 октября
- Алексеев, Василий Гаврильевич (75) — якутский политик, министр охраны природы Якутии (1994—2006)[7].
- Буранбаев, Раис (53) — башкирский архитектор и живописец, член Союза архитекторов России, лауреат первого Всероссийского конкурса профмастерства архитекторов[8].
- Кудюков, Игорь Саввич (75) — заслуженный тренер СССР по тяжёлой атлетике[9].
- Кулаев, Игорь Степанович (83) — главный научный сотрудник Института биохимии и физиологии микроорганизмов им. Г. К. Скрябина РАН, член-корреспондент РАН[10].
- Левитин, Валерий Юльевич (52) — российский фотограф, фотокорреспондент РИА Новости[11].
- Макфарлейн, Дейв (46) — шотландский футболист («Рейнджерс», «Килмарнок»)[12].
- Палмер, Майкл (71) — американский писатель и сценарист («Крайние меры»)[13].
- Уэсс, Фрэнк (91) — американский джазовый саксофонист, флейтист[14].
- Хейкок, Питер Джон (62) — американский гитарист и композитор, основатель («Climax Blues Band»)[15].
- Джекокс, Мэрилин (84) — американский учёный, известная работами по физической химии о структуре и свойствах свободных радикалов и молекулярных ионов[16].

## 29 октября

Ариадна Соколова

- Бен-Кассу, Аллаль (71) — марокканский футбольный вратарь[17].
- Вильджюнас, Владас (80) — литовский скульптор и медальер[18].
- Дедюля, Иван Прохорович (96) — советский разведчик, дипломат, полковник госбезопасности, участник Великой Отечественной войны, помощник председателя КГБ СССР по разведке.
- Иванов, Георгий Тихонович (91) — директор совхоза «Батуринский» Холм-Жирковского района Смоленской области, Герой Социалистического Труда (1966)[19].
- Клерисме, Жан Рено (75) — гаитянский священник и дипломат, министр иностранных дел Гаити (2006—2008)[20].
- Керер, Рудольф Рихардович (90) — советский и российский пианист, педагог[21].
- Петреску, Анка (64) — румынский архитектор, автор проекта Дворца Парламента, последствия ДТП[22].
- Сантос Родриго, Жоао Силва (35) — бразильский футболист; убийство[23].
- Соколова, Ариадна Леонидовна (88) — советский и российский живописец, заслуженный художник Российской Федерации[24].
- Старк, Грэм (91) — английский актёр («Розовая пантера», «Казино „Рояль“»)[25][26].

## 28 октября

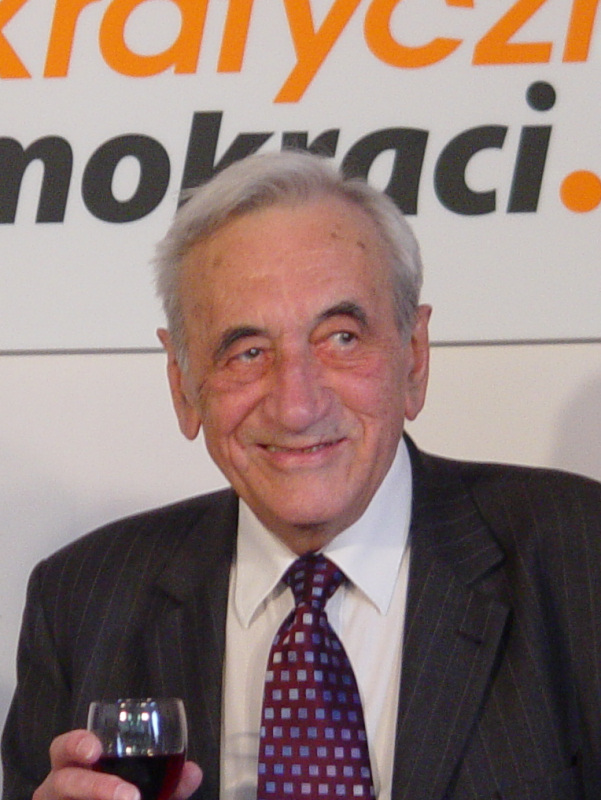
Тадеуш Мазовецкий

- Казембе, Юнис (61) — малавийский политик, министр промышленности и торговли (2009—2012), министр образования (2012—2013)[27].
- Корбаков, Владимир Николаевич (91) — художник, действительный член Российской академии художеств, народный художник России[28].
- Мазовецкий, Тадеуш (86) — польский политик, один из лидеров движения «Солидарность» и первый посткоммунистический премьер-министр Польши (1989—1991)[29].
- Масленников, Николай Иванович (91) — советский партийный и государственный деятель.
- Орузбаева, Бубуйна (88) — киргизский тюрколог, академик Национальной академии наук Кыргызской Республики[30].
- Тиянич, Александр (64) — сербский журналист, генеральный директор «Радио и телевидения Сербии»[31].
- Ядав, Раджендра (84) — индийский писатель и переводчик русской и французской литературы[32].

## 27 октября

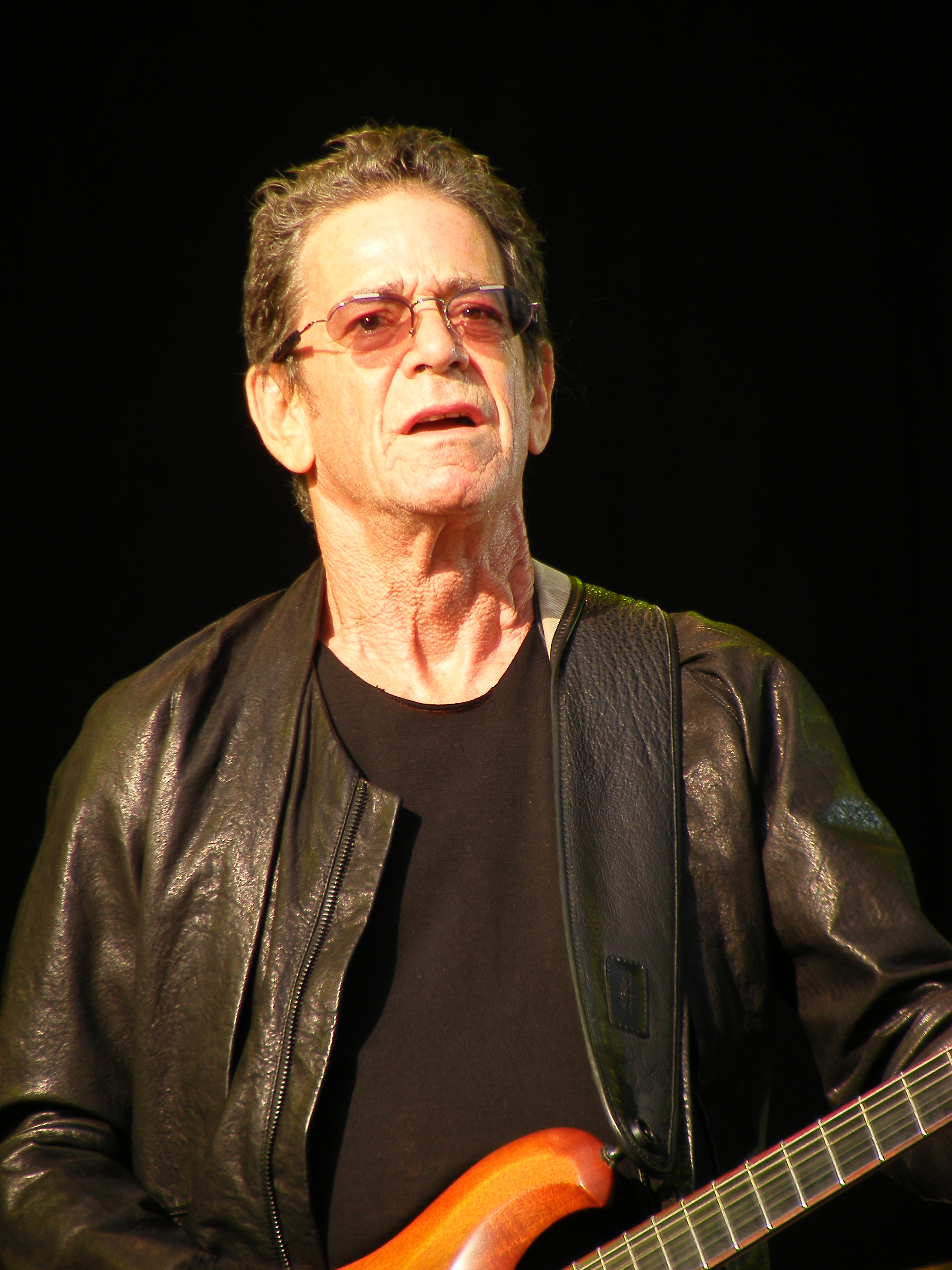
Лу Рид

- Балтич, Милутин (92) — югославский хорватский государственный деятель, председатель президиума Скупщины Социалистической Республики Хорватии (1983—1984)[33].
- Барберо, Альдо (76) — аргентинский актёр[34].
- Дэверн, Ноэль (67) — ирландский политик, министр образования (1991—1992)[35].
- Кривицкий, Николай Алексеевич (57) — российский авиаконструктор[36].
- Маньи, Луиджи (85) — итальянский сценарист и режиссёр, лауреат Венецианского кинофестиваля (1995)[37][38].
- Рид, Лу (71) — американский рок-музыкант, поэт, вокалист и гитарист, автор песен, один из основателей и лидер рок-группы The Velvet Underground[39].
- Хажиев, Ризван Закирханович (73) — российский журналист и писатель, председатель Союза журналистов Республики Башкортостан (1990—1996)[40].
- Херценберг, Леонард (81) — американский иммунолог, цитолог и генетик, разработавший метод клеточного сортировщика с активацией флуоресценции для проточной цитометрии[41].

## 26 октября
- Аболмазов, Сергей Владимирович (65) — главный художник Краснодарского академического театра драмы[42].
- Гавриил (де Вильдер) (67) — епископ Константинопольской Православной церкви, архиепископ Команский, управляющий Западноевропейским экзархатом русских приходов Константинопольского Патриархата (2003—2013)[43].
- Гараев, Тофик (61) — азербайджанский актёр az:Tofiq Qarayev
- Джонсон, Эл (65) — американский певец[44].
- Матросова-Зыбина, Людмила Егоровна (58) — председатель Союза русских просветительных и благотворительных обществ в Эстонии[45].
- Шиков, Александр Константинович (64) — советский и российский физик, специалист в области разработки сверхпроводящих, функциональных и конструкционных материалов атомной техники, доктор технических наук, лауреат Государственной премии[46].

## 25 октября

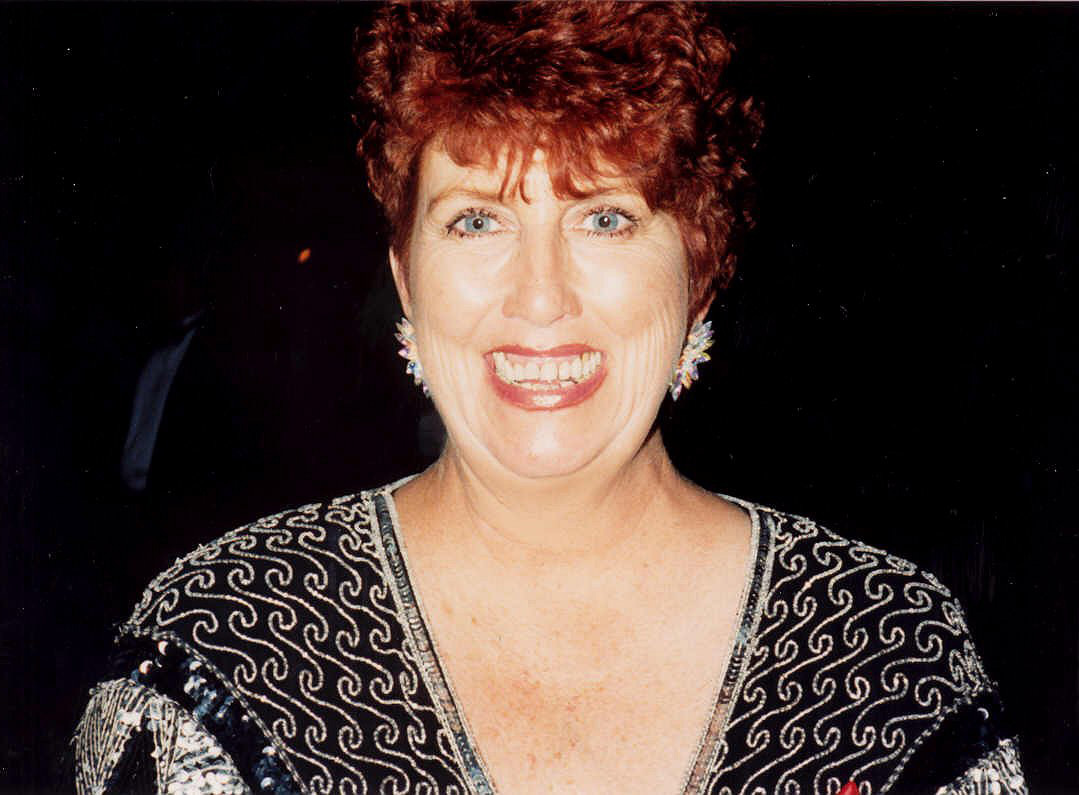
Марсия Уоллес

- Гасанов, Исмаил Раджабович (78) — дагестанский партийный и общественный деятель, главный редактор Дагестанского учебно-педагогического издательства (1974—2000) (о смерти стало известно в этот день)[47].
- Данто, Артур (89) — американский философ и теоретик искусства[48].
- Дэвенпорт, Найджел (85) — английский актёр[49].
- Жолнеркевич, Юлиан (82) — польский ксёндз, капеллан профсоюза «Солидарность»[50].
- Йохансен, Арне (86) — норвежский конькобежец, бронзовый призёр зимних Олимпийских игр 1952 в Осло[51]
- Келин, Владимир Фёдорович (76) — артист оперетты, солист Ивановского музыкального театра, народный артист Российской Федерации[52].
- Лейтон Смит, Лоуренс (77) — американский дирижёр и пианист, лауреат Премии Дитсона (1988)[53].
- Лярский, Пётр Алексеевич (95) — белорусский географ, автор вузовских и школьных учебников[54].
- Мурашов, Эдуард Васильевич (75) — актёр, режиссёр и художник Русского драматического театра Литвы[55].
- Нидэм, Хэл (82) — американский актёр, режиссёр и сценарист, лауреат Почётного «Оскара» (2012)[56][57].
- Солер Леаль, Ампаро (80) — испанская актриса[58][59][60].
- Уоллес, Марсия (70) — американская характерная актриса, лауреат премии «Эмми»; осложнения после рака молочной железы[61][62].
- Фуряев, Геннадий Иванович (76) — бывший бригадир комплексной бригады строительного управления № 8 треста «Камчатрыбстрой», Герой Социалистического Труда[63].
- Шерман, Билл (87) — американский баскетболист, пятикратный чемпион Национальной баскетбольной ассоциации[64].

## 24 октября

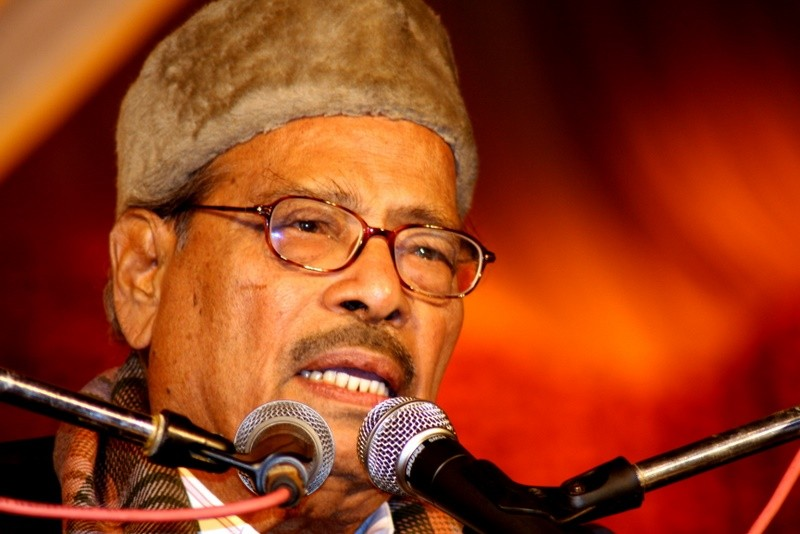
Манна Дей

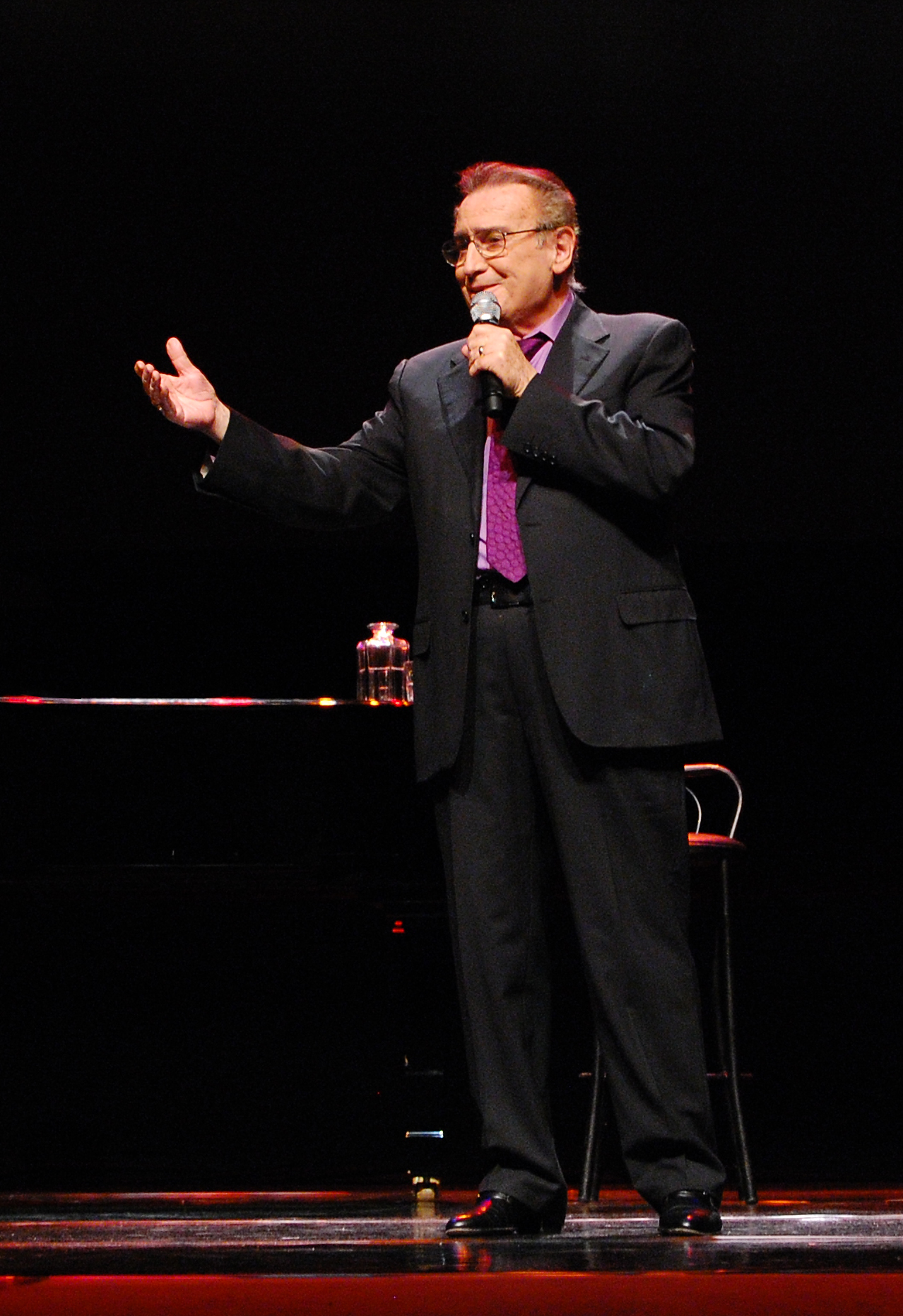
Маноло Эскобар

- Банк, Михаил Григорьевич (84) — российский пианист, дирижёр и педагог, народный артист России[65].
- Бёрд, Антония (54) — английский режиссёр и продюсер, лауреат Берлинского кинофестиваля (1995) («Священник»)[66][67].
- Гмыря, Сергей Петрович (59) — украинский политический деятель, народный депутат Верховной Рады Украины 2, 3 и 4 созывов[68].
- Гринберг, Брук (20) — американская девушка, страдавшая неизвестным науке заболеванием, проявляющимся дезорганизацией и асинхронным замедлением развития органов и систем[69].
- Дей, Манна (94) — индийский певец[70].
- Исламов, Уткур (80) — узбекский археолог и историк, действительный член Академии наук Узбекистана, доктор исторических наук[71].
- Лепе, Ана Берта (79) — мексиканская актриса[72][73].
- Нурман, Кадир (78) — создатель рецепта Денер-кебаба (Шаурма)[74].
- Одоне, Аугусто (80) — итальянский экономист, создатель Масла Лоренцо, главный персонаж фильма «Масло Лоренцо»[75].
- Парснер, Эббе (91) — датский гребец, серебряный призёр летних Олимпийских игр 1948 в Лондоне[76]
- Петев, Николай (Никола) — болгарский писатель, председатель Союза писателей Болгарии[77].
- Петров, Юрий Владимирович (74) — руководитель Администрации Президента Российской Федерации (1991—1993)[78].
- Рябцев, Анатолий Семёнович (72) — советский и казахстанский военачальник, генерал-лейтенант, командующий 40-й армией (1989—1992), первый заместитель министра обороны Казахстана (1992—1994)[79].
- Сомдет Пхра Наянасамвара (100) — верховный патриарх Таиланда[80].
- Фадеев, Василий Митрофанович (63) — украинский хоккеист и спортивный деятель, директор Сокола, заслуженный тренер Украины, инициатор государственной программы «Хоккей Украины»[81].
- Цебеков, Анатолий Очир-Горяевич (74) — российский хоровой дирижёр, основатель и художественный руководитель Государственного хора Калмыкии, заслуженный деятель искусств России и Калмыцкой АССР[82].
- Эскобар, Маноло (82) — испанский певец; рак[83][84].

## 23 октября
- Арабият, Сулейман (74 или 75) — иорданский политик, министр сельского хозяйства (1989—1990)[85].
- Каро, Энтони (89) — британский скульптор; сердечный приступ[86].
- Ламбаша, Долорес (32) — хорватская актриса, автокатастрофа[87].
- Майо, Гипи (62) — британский гитарист («Dr. Feelgood», «The Yardbirds») и автор песен[88].
- М'Буа, Кристоф (71) — министр иностранных дел Кот Д’Ивуара (2000)[89].
- Митрушина, Татьяна Георгиевна (65) — советская и российская киноактриса, заслуженная артистка России[90].
- Михайлова, Наталья Фёдоровна (?) — актриса Московского историко-этнографического театра и кино[91]
- Кяйс, Адольф Александрович (68) — советский и эстонский театральный актёр, режиссёр, продюсер и радиоведущий[92].
- Писарской, Евгений Гаврилович (94) — заслуженный архитектор Кыргызстана[93].
- Сальмон, Робер (95) — французский журналист и политик, участник Движения Сопротивления, основатель «France Soir»[94].
- Сатаев, Каргамбай Рахимжанович (74) — казахстанский актёр театра и кино, народный артист Казахской ССР, отец казахстанского актёра и режиссёра Ахана Сатаева[95].
- Силлер, Эстебан (82) — мексиканский актёр и мастер дубляжа[96]

## 22 октября
- Бризе, Айвар (51) — латышский рок-музыкант («Līvi», «Neptūns», «Leģions»)[97].
- Гаджиалиев, Гаджи Магомедович (74 или 75) — врач-невролог, главный врач Дагестанского республиканского реабилитационного центра, заслуженный врач Республики Дагестан (о смерти стало известно в этот день)[98].
- Енгибарян, Ерванд (30) — армянский актёр; ДТП[99].
- Кепе, Рамонс (81) — латышский артист оперетты; Заслуженный артист Латвийской ССР[100].
- Леаль, Фрэнки (26) — мексиканский боксёр; травма головного мозга[101].
- Немиров, Борис Степанович (79) — советский яхтсмен, руководитель первого в истории советского парусного спорта кругосветного похода[102].
- Урушадзе, Леван — грузинский историк, сотрудник музея российской оккупации Грузии; ДТП[103].
- Фюр, Лайош (82) — венгерский политик и историк, первый министр обороны посткоммунистической Венгрии (1990—1994)[104].
- Харрисон, Уильям (79) — американский писатель и сценарист («Роллербол»)[105].

## 21 октября
- Аким, Яков Лазаревич (89) — советский и российский поэт[106].
- Асиялова, Наида Сиражудиновна (30) — дагестанская террористка, осуществившая взрыв 21 октября 2013 года в автобусе № 29 в Волгограде[107].
- Джордан, Керин (37) — южноафриканский футболист («Окленд Сити»); рак[108].
- Заикин, Дмитрий Алексеевич (81) — советский лётчик, член первого отряда космонавтов СССР[109].
- Лосано, Ирма (70) — мексиканская актриса[110][111].
- Петраков, Андрей Александрович (37) — российский хоккеист («Металлург» Магнитогорск), двукратный чемпион России (1999, 2001) и Евролиги (1999, 2000)[112].
- Ри, Джейки (92) — североирландский профессиональный игрок в снукер[113].
- Салий, Александр Иванович (61) — депутат Государственной думы РФ второго и третьего созывов (1995—2003) от КПРФ[114].
- Феррио, Джанни (88) — итальянский композитор и дирижёр[115].
- Шолохов, Михаил Михайлович (78) — атаман Союза казаков Области войска Донского (1990—1991), сын писателя М. А. Шолохова[116].

## 20 октября
- Броз, Йованка (89) — третья жена маршала Иосипа Броза Тито, первая леди Югославии (1953—1980)[117].
- Гиляров, Алексей Меркурьевич (70) — российский эколог, гидробиолог, публицист, профессор биологического факультета МГУ, член-корреспондент РАЕН (1994), доктор биологических наук[118].
- Гочев, Димитр (70) — болгарский режиссёр[119].
- Джамалул Кирам III (75) — титулярный султан Сулу (1983—1990, 2012—2013)[120].
- Кармен, Роман Романович (80) — советский и российский телевизионный оператор, сын фронтового кинооператора Р. Л. Кармена[121].
- Клейн, Лоуренс (93) — американский экономист, лауреат Нобелевской премии по экономике (1980)[122].
- Надь, Имре (80) — венгерский пятиборец, чемпион летних Олимпийских игр в Риме (1960), двукратный призёр Олимпийских игр (1960, 1964), трёхкратный серебряный призёр чемпионатов мира (1958, 1961, 1962)[123].
- Николай (Месиакарис) (89) — архиепископ Афинский и всей Греции греческой старостильной юрисдикции ИПЦ Греции «матфеевцы» (2003—2013)[124].
- Сингх, Йогиндер (81) — кенийский раллийный автогонщик, трёхкратный победитель Ралли Сафари (1965, 1974, 1976)[125].
- Цукерман, Авраам (98) — израильский раввин, один из лидеров религиозного сионизма[126].

## 19 октября

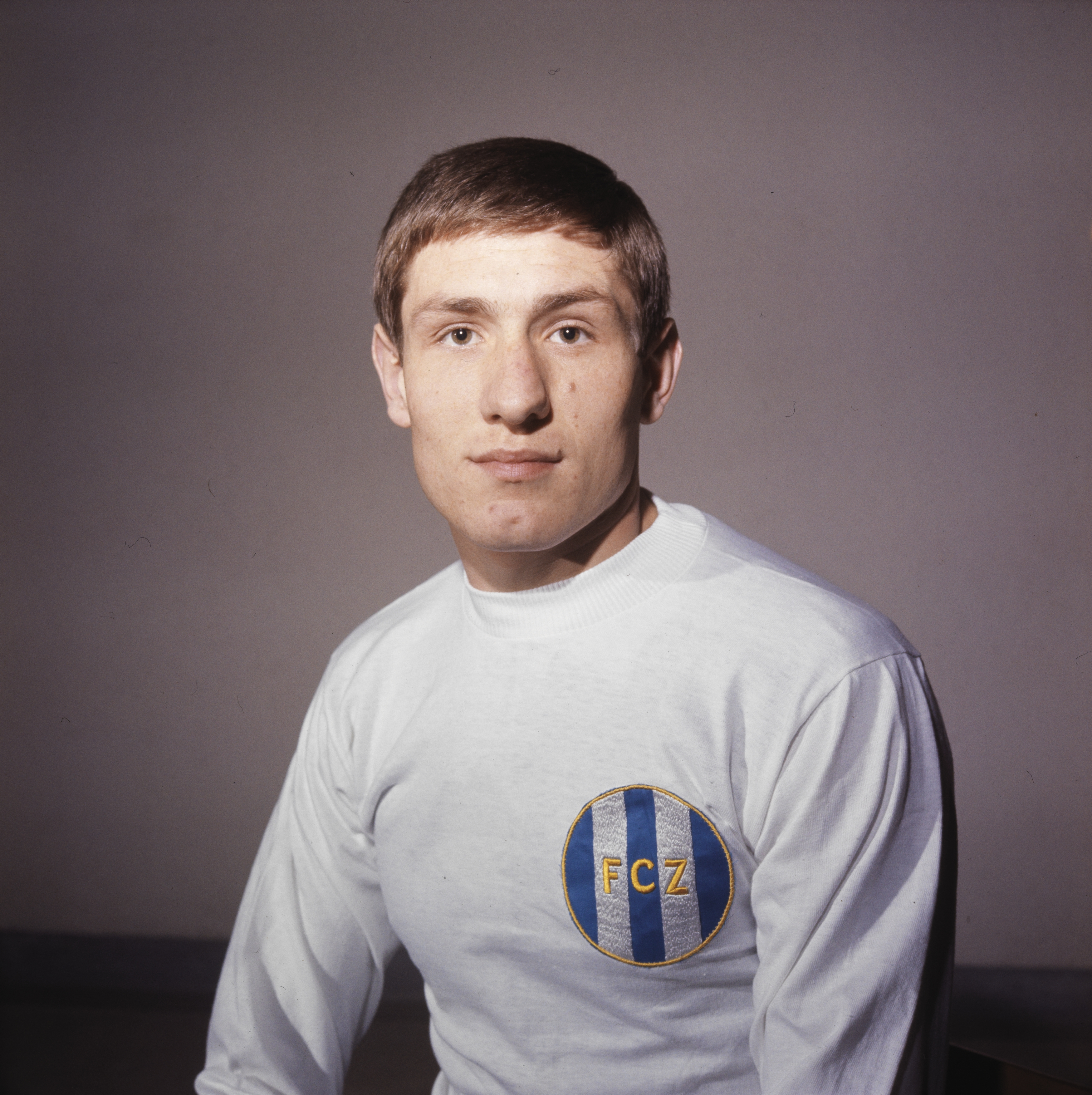
Розарио Мартинелли

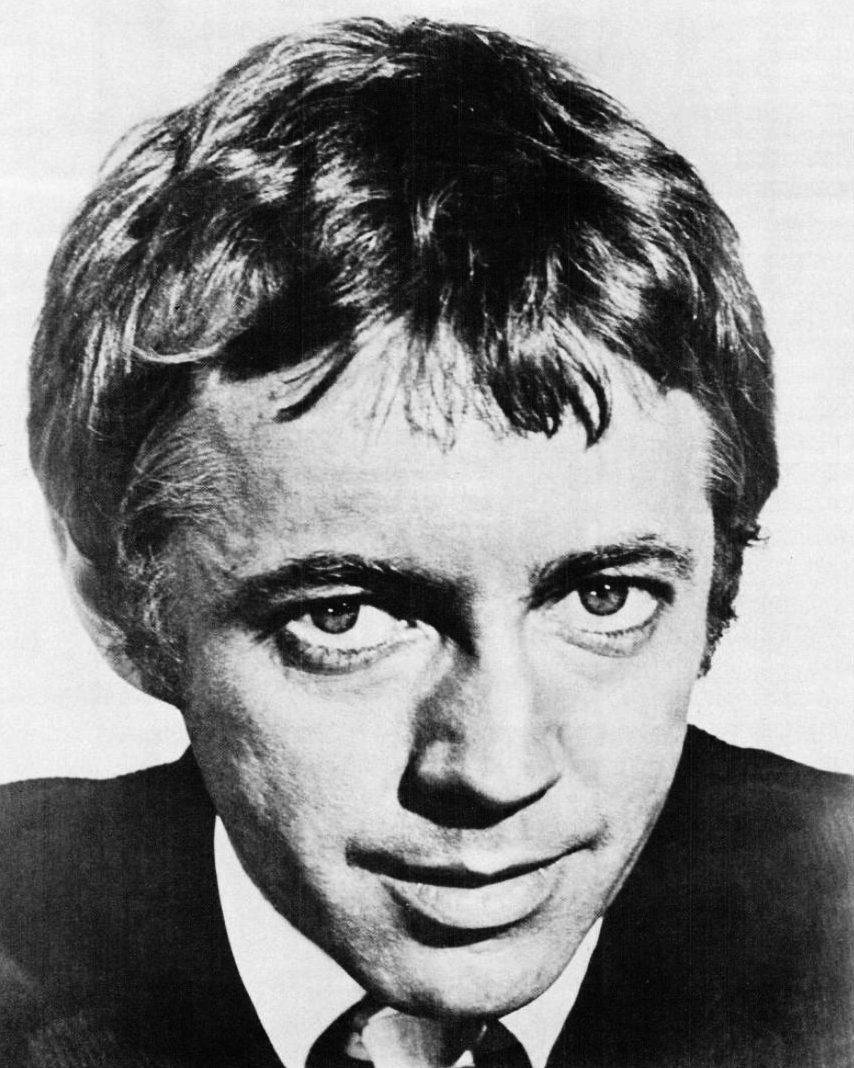
Ноэль Харрисон

- Голубев, Константин Парфеньевич (85) — заслуженный тренер России по прыжкам на лыжах с трамплина[127].
- Декриер, Жорж (83) — французский актёр[128].
- Джексон, Рональд (73) — американский джазовый барабанщик и композитор, пионер авангардного джаза, свободного фанка и джаз-фьюжн[129].
- Зубов, Александр Александрович (79) — советский и российский антрополог, один из основоположников антропологической одонтологии в СССР и России[130].
- Кейлис-Борок, Владимир Исаакович (92) — российский сейсмолог, академик РАН[131].
- Лоу, Уильям (72) — один из создателей IBM PC[132].
- Меденцев, Николай Вениаминович (61) — протоиерей РПЦ, настоятель Покровского храма город Белореченска, Краснодарского края[133].
- Паничпатикум, Джаккрит (40) — таиландский стрелок, участник олимпиад (2008) и (2012) года; убийство[134].
- Мартинелли, Розарио (72) — итальянский футболист, шестикратный чемпион Швейцарии («Цюрих»)[135].
- Харрисон, Ноэль (79) — британский актёр, певец[136].
- Цыбуленко, Виктор Сергеевич (83) — советский спортсмен, Олимпийский чемпион (1960), бронзовый призёр (1956) в метании копья[137].
- Эльянов, Владимир Вениаминович (62)— украинский шахматист, международный мастер, заслуженный тренер Украины, книгоиздатель[138].

## 18 октября

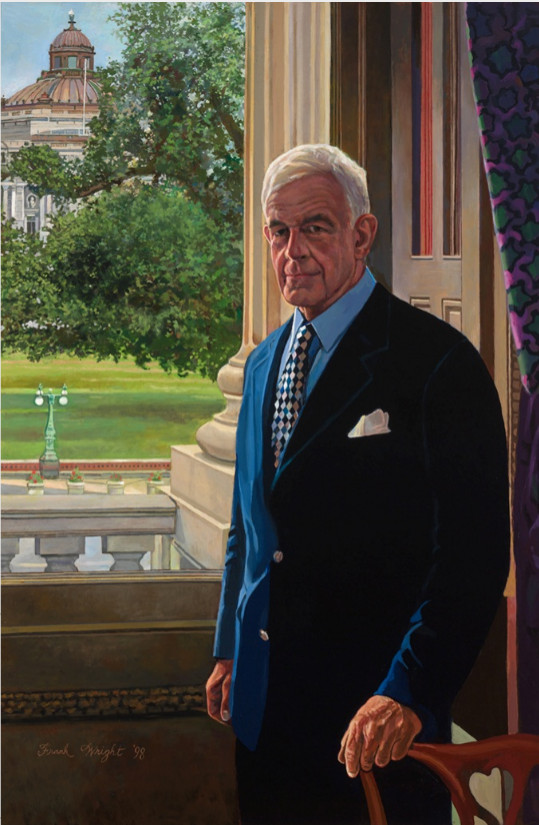
Томас Фоли

- Арельяно Феликс, Франсиско (63) — мексиканский наркоделец, один из основателей Тихуанского картеля; убит[139].
- Быков, Владимир Леонидович (80) — советский дипломат, Чрезвычайный и Полномочный Посол СССР в Новой Зеландии (1984—1987)[140].
- Декстер, Феликс (52) — британский актёр[141][142].
- Истомин, Анатолий Вячеславович (69) — советский и российский актёр и режиссёр, и. о. главного режиссёра Тамбовского государственного театра кукол (2002—2013), заслуженный артист Российской Федерации (1993)[143].
- Карвер, Мэри (89) — американская актриса театра, кино и телевидения[144].
- Кац, Янина (74) — польская писательница на польском, датском и идиш языках, лауреат почётных наград датской и польской академий литературы, одна из еврейских детей, спасённых польским подпольем[145].
- Стэнли, Аллан (87) — канадский хоккеист («Нью-Йорк Рейнджерс», «Торонто Мейпл Лифс»), четырёхкратный обладатель Кубка Стэнли (1962, 1963, 1964, 1967)[146].
- Фильштинский, Исаак Моисеевич (95) — российский и советский историк, литературовед, востоковед, арабист[147].
- Фоли, Томас Стивен (84) — американский политик, спикер Палаты Представителей Конгресса США (1989—1995)[148].
- Ширяев, Андрей Владимирович (48) — поэт; самоубийство[149].

## 17 октября
- Альтшулер, Евгений Юрьевич (58) — российский физик, профессор Саратовского государственного технического университета имени Ю. А. Гагарина, доктор физико-математических наук[150].
- Войнаровская, Нина Ивановна (88) — советская артистка оперетты, певица, заслуженная артистка РСФСР (1961), народная артистка Казахской ССР (1981), мать народного артиста России Вячеслава Войнаровского[151].
- Волянский, Юрий Леонидович (73) — украинский учёный, директор Института микробиологии и иммунологии им. И. И. Мечникова, заслуженный деятель науки и техники Украины, профессор, доктор медицинских наук[152].
- Джамех, Джамех — сирийский военный разведчик, генерал; убит[153].
- Ермолаева, Любовь Иосифовна (79) — театральный режиссёр, основатель и художественный руководитель Омского драматического театра «Студия» Л. Ермолаевой, заслуженный работник культуры Российской Федерации[154].
- Ильин, Игорь Александрович (71) — советский и российский экономист, один из родоначальников российской экономики городов и социальной стандартизации, доктор экономических наук[155].
- Куканов, Юрий Владимирович (64) — российский тренер по женскому мини-футболу, заслуженный тренер России, выигравший чемпионат Европы (2004) и Кубок мира (2006)[156].
- Малюшин, Николай Александрович (79) — генеральный директор института «Нефтегазпроект»; специалист по строительству и эксплуатации нефтепроводов, баз и хранилищ нефти и газа[157].
- Симпсон, Рене (47) — канадская теннисистка, победительница международных турниров Женской теннисной ассоциации, капитан сборной Канады (2001—2009), рак[158] Архивная копия от 23 октября 2013 на Wayback Machine.
- Хаус, Артур Максвелл (87) — канадский политик, лейтенант-губернатор провинции Ньюфаундленд и Лабрадор[159].
- Шимер, Лу (85) — американский артист и продюсер[160][161].

## 16 октября

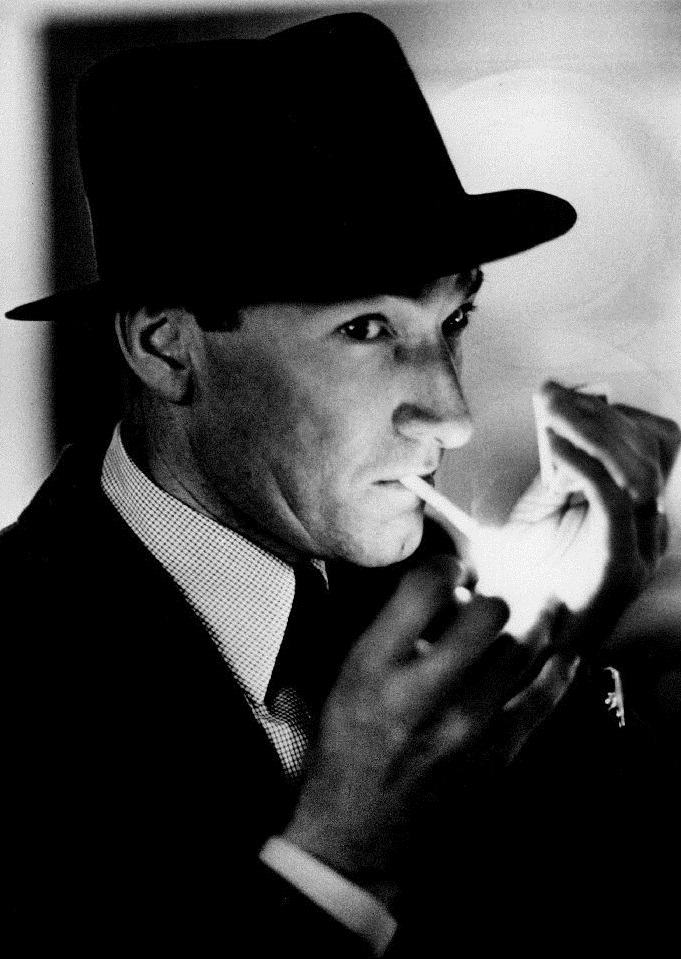
Эд Лотер

- Бурлон, Альбер (96) — французский велогонщик, победитель велогонки Париж — Бурж (1947)[162].
- Гандапур, Исрар — министр юстиции провинции Хайбер-Пахтунхва (Пакистан); погиб во время взрыва[163].
- Гольдберг, Виктор Давидович (76) — строитель в области железнодорожного транспорта, начальник строительства железнодорожных линий Тюмень — Сургут — Новый Уренгой, Сургут — Нижневартовск[164].
- Иванов, Андрей Дмитриевич (101) — ветеран войны, участник Сталинградской битвы, майор МВД России в отставке[165].
- Жок, Аурелия (78) — румынская гандболистка, чемпионка мира (1962)[166].
- Лотер, Эд (74) — американский актёр[167].
- Моисеев, Александр Павлович (74) — российский уральский писатель и журналист, краевед, публицист[168].
- Тараненко, Сергей Александрович (68) — советский и российский музыкальный исполнитель, народный артист России, партнёр по дуэту Галины Бесединой[169].
- Хурмузиадис, Георгиос (81) — греческий археолог, проводивший раскопки в Диспилио и обнаруживший табличку из Диспилио[170].
- Юрченко, Николай Григорьевич (76) — заслуженный тренер России по конному спорту[171].

## 15 октября

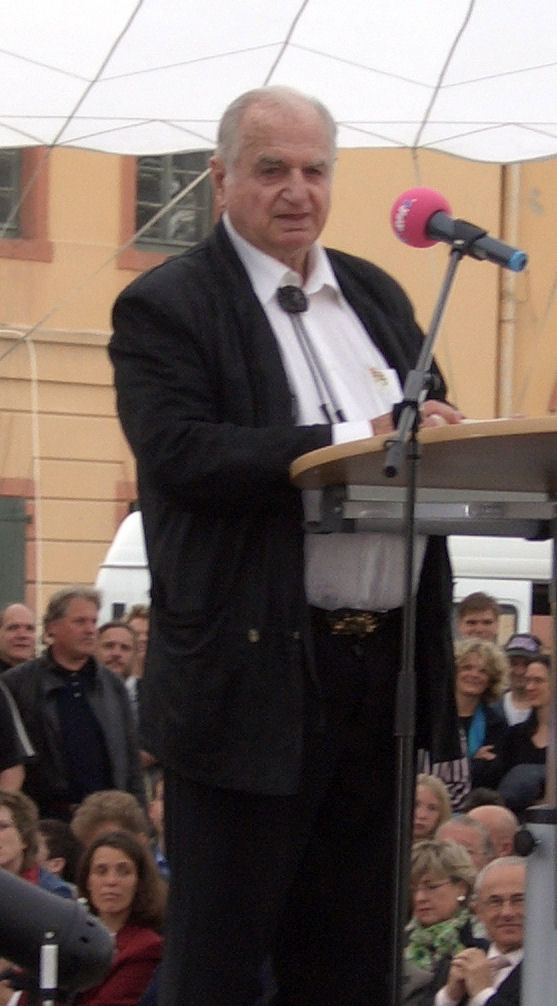
Ханс Ригель

- Босенко, Григорий Николаевич (65) — молдавский архитектор и графический дизайнер (о смерти стало известно в этот день)[172][173].
- Габдрахманов, Абрар Хакович (78) — башкирский композитор[174].
- Джамал, Арсана — афганский политик, губернатор провинции Логар; убит[175].
- Линн, Глория (83) — американская джазовая певица[176].
- Мухамеджанов, Урал Байгунсович (64) — казахстанский политик, председатель Мажилиса парламента Казахстана (2004—2007, 2008—2012)[177].
- Мухаметзянова, Гузель Валеевна (75) — российский педагог и общественный деятель, президент Академии социального образования, доктор педагогических наук, профессор, академик Российской академии образования[178].
- Ривадемар, Родольфо (85) — аргентинский яхтсмен, серебряный призёр летних Олимпийских игр 1948 в Лондоне в 6-метровом R-классе[179].
- Ригель, Ханс (90) — немецкий предприниматель, глава фирмы «Haribo» (1946—2013)[180].
- Фетцов, Владимир Павлович (66) — заслуженный тренер России по боксу, судья международной категории[181].
- Фридрих, Рудольф (90) — член Федерального совета Швейцарии (1982—1984), министр юстиции и полиции (1983—1984)[182].
- Штегман, Игорь Павлович (81) — российский дирижёр, профессор Московской государственной консерватории имени П. И. Чайковского, заслуженный артист Российской Федерации[183].
- Эдвардс, Шон (26) — британский автогонщик, победитель европейского чемпионата FIA GT3 (2006), автомарафонов «24 часа Дубая» (2012, 2013) и «24 часа Нюрбургринга» (2013), сын Гая Эдвардса; авария[184].

## 14 октября

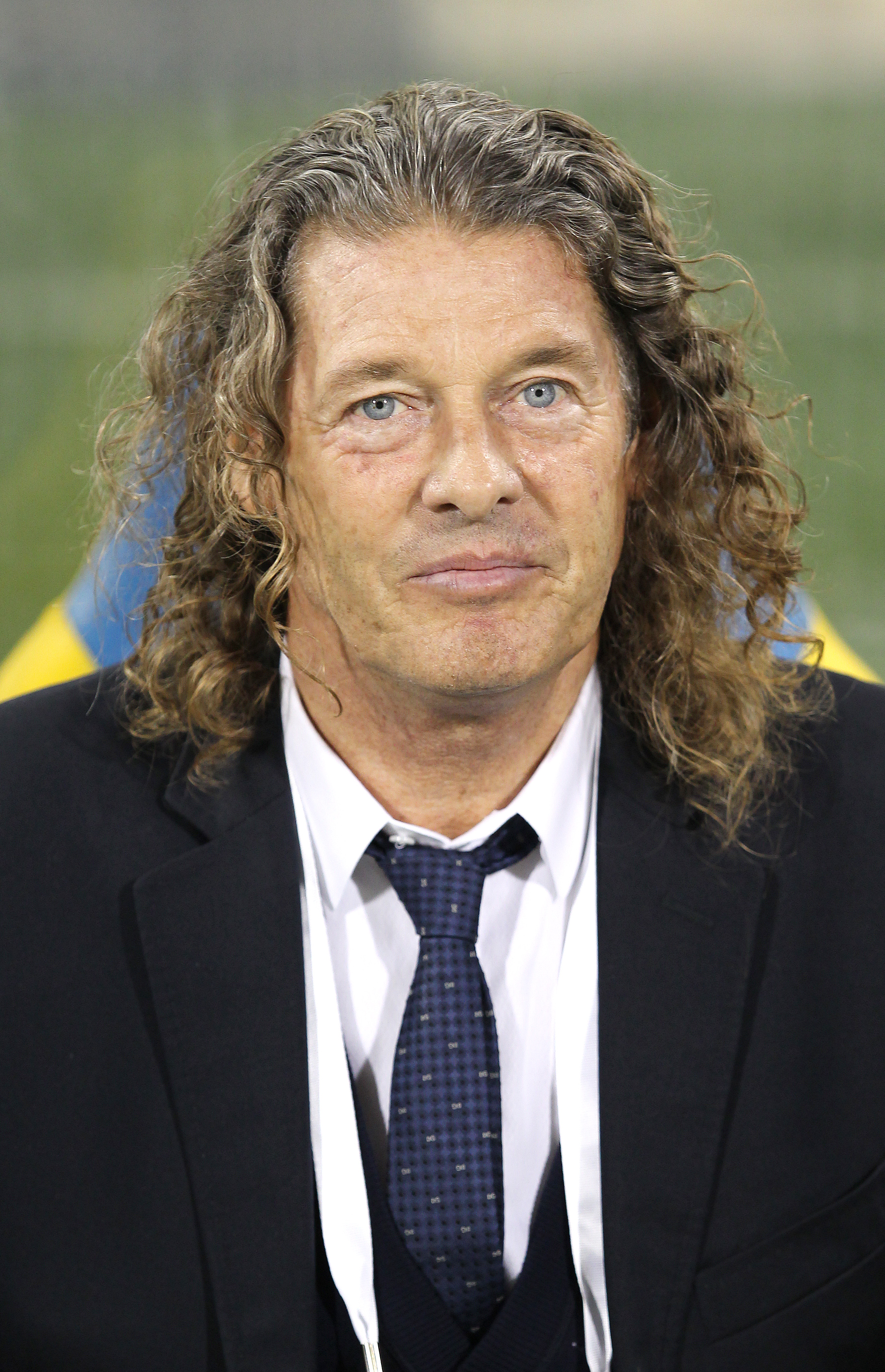
Бруно Метсю

- Астахов, Алексей Тихонович (91) — участник Великой Отечественной войны, последний член экипажа подлодки С-13, командиром которой был Александр Маринеско[185].
- Борельо, Хосе (83) — аргентинский футболист[186].
- Ван дер Мейе, Александра (73) — нидерландская шахматистка, гроссмейстер (1977)[187].
- Веремеенко, Иван Иванович (75) — российский юрист, заслуженный юрист России, специалист в области административного и финансового права, доктор юридических наук, профессор[188].
- Катань, Тони (71) — испанский фотограф, лауреат European Publishers Award for Photography (1997)[189].
- Ларра (Ким), Игорь Лаврентьевич (41) — казахстанский журналист, корреспондент газеты «Свобода слова»; умер после нападения преступников[190].
- Метсю, Брюно (59) — французский футболист и тренер, главный тренер сборной Сенегала (2000—2002)[191].
- Пармёнов, Борис (61) — приднестровский поэт, композитор, исполнитель бардовской песни, один из авторов текста Государственного гимна ПМР[192].
- Пауэлл, Максина (98) — одна из руководителей американской звукозаписывающей компании «Motown Records»[193].
- Проскуряков, Сергей Германович (54) — российский кинооператор и продюсер[194].
- Солодков, Александр Петрович (53) — ректор Витебского государственного университета имени П. М. Машерова (2009—2013), доктор медицинских наук, профессор; ДТП[195].

## 13 октября

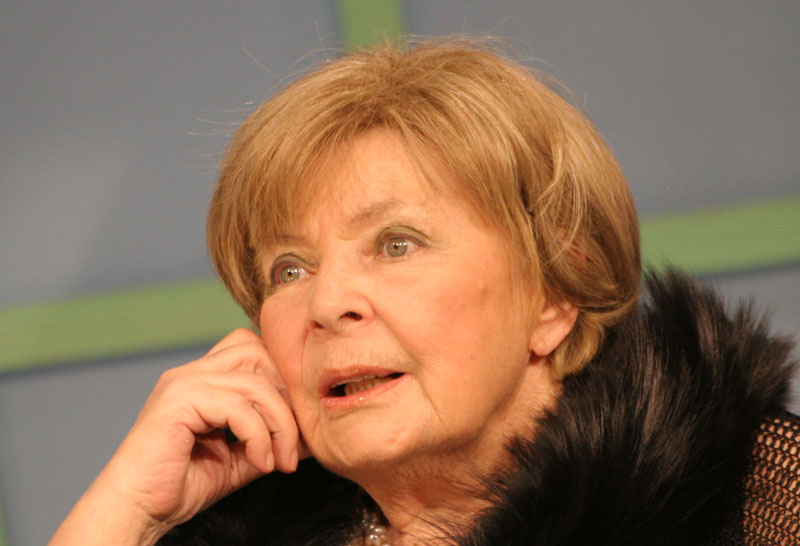
Ольга Аросева

- Аросева, Ольга Александровна (87) — советская и российская актриса Театра сатиры и кино, народная артистка РСФСР (1985), лауреат Государственной премии России[196].
- Древес, Мартин (94) — немецкий пилот-ас, участник Второй мировой войны[197].
- Крашенинников, Евгений Алексеевич (62) — российский юрист, лидер ярославской цивилистической школы, редактор журнала «Очерки по торговому праву»[198].
- Мериуэзер, Джо (59) — американский баскетболист, бронзовый призёр чемпионата мира (1974)[199].
- Молдован, Анжела (86) — румынская фольклорная и оперная певица, кавалер Ордена Звезды Румынии[200].
- Одзава, Тацуо (96) — японский политик, министр здравоохранения и социального обеспечения, министр строительства, глава Агентства по охране окружающей среды[201].
- Олейниченко, Галина Васильевна (85) — советская и российская оперная певица, солистка Большого театра (1957—1981), народная артистка РСФСР[202].
- Покровский, Николай Николаевич (83) — российский историк, академик РАН[203].
- Янасэ, Такаси (94) — японский детский писатель, автор комиксов об Ампаммане[204].

## 12 октября
- Ихуэлос, Оскар (62) — американский писатель, лауреат Пулитцеровской премии[205].
- Линде, Ульф (84) — шведский писатель, директор музея и критик-искусствовед, член Шведской академии (кресло № 11)[206]
- Марцевич, Эдуард Евгеньевич (76) — советский и российский актёр Малого театра и кино, народный артист РСФСР[207].
- Силантьев, Владимир Валентинович (55) — мэр Железноводска; ДТП[208].
- Хербиг, Джордж Хауэрд (93) — американский астроном (Объект Хербига — Аро, Звёзды Хербига (Ae/Be))[209].

## 11 октября

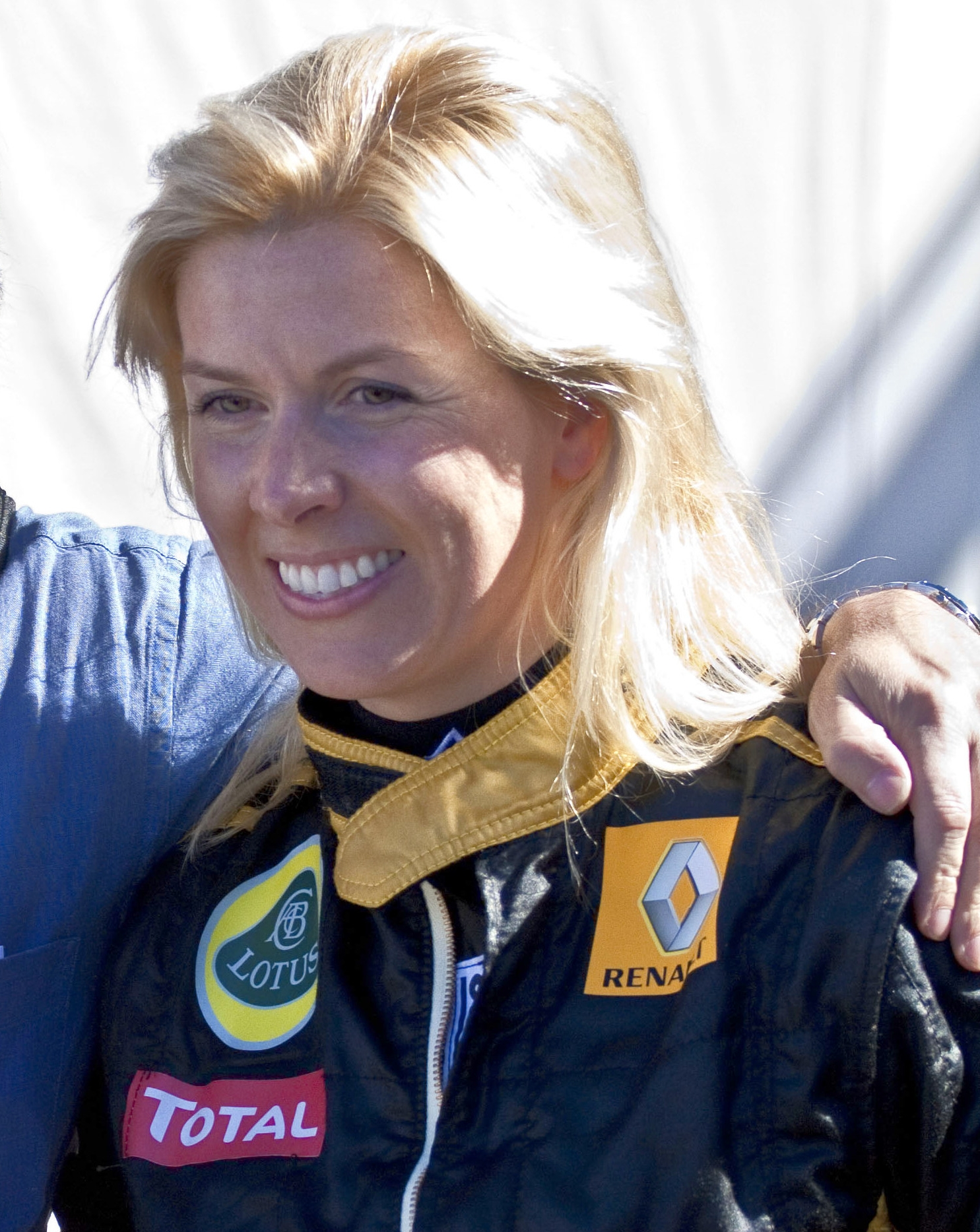
Мария де Вильота

- Беркович, Анатолий Александрович (74) — солист Челябинского театра оперы и балета имени М. И. Глинки, последние годы проживал в США[источник не указан 4313 дней].
- Вильота, Мария де (33) — испанская автогонщица, бывший тест-пилот команды Формула-1 Marussia[210].
- Массими, Пьер (78) — французский актёр («Триумф Михаила Строгова», «Графиня де Монсоро»)[211][212].
- Прибке, Эрих (100) — гауптштурмфюрер войск СС, нацистский преступник, участник массового убийства в Ардеатинских пещерах[213].
- Роудс, Терри (61) — американский актёр[214].
- Эль-Сафи, Вахид (91) — ливанский певец[215].
- Сария Офир (61) — полковник ЦАХАЛ в отставке, один из основателей спецподразделения «Шальдаг» Армии обороны Израиля, убит арабскими террористами в собственном доме в поселении Брош-Бикаа близ Хеврона[216].

## 10 октября

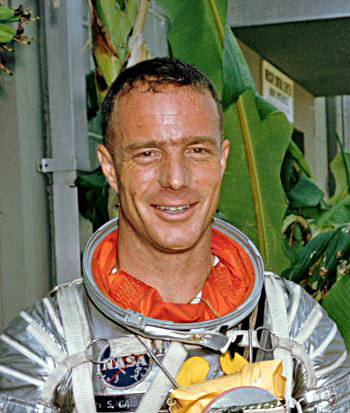
Скотт Карпентер

- Дюваль, Даниэль (68) — французский актёр и режиссёр[217].
- Егоров, Анатолий Александрович (82) — советский хоккеист («Спартак» Москва, «Динамо» Москва), чемпион СССР (1954), многократный призёр чемпионата СССР[218].
- Карпентер, Малькольм Скотт (88) — американский астронавт и исследователь океана, второй американский астронавт, совершивший орбитальный пилотируемый полёт[219].
- Кунемунд, Ян (51) — гитаристка американской хард-рок группы «Vixen»; рак[220].
- Лозаненко, Константин Фролович (89) — ветеран Великой Отечественной войны, Герой Советского Союза (1943)[221].
- Миясита, Сохей (85) — директор Агентства национальной обороны Японии (1991—1992)[222].
- Паллана, Кумар (94) — индийский актёр[223].
- Рустамов, Алибек Рустамович (81) — узбекский языковед и литературовед, действительный член Академии наук Узбекистана[224].
- Сарихани, Казем (35) — иранский дзюдоист, чемпион Азии (2000)[225].
- Чокля, Еуджен (65) — советский и молдавский поэт, переводчик, публицист, главный редактор газеты «Молодежь Молдавии»[226].

## 9 октября

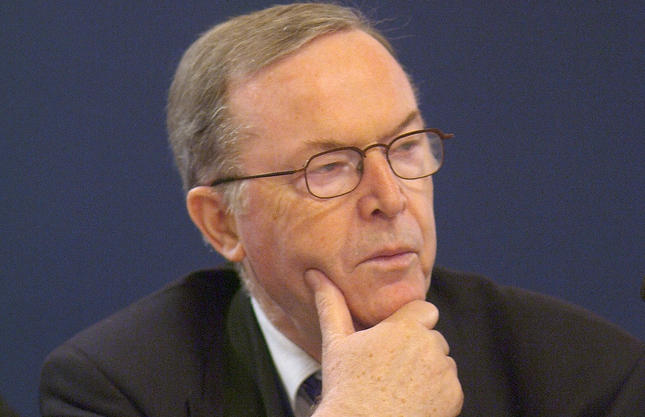
Вильфрид Мартенс

- Бенгелл, Норма (78) — бразильская актриса («Исполнитель обета»)[227].
- Жайнаков, Апаз (52) — киргизский композитор и певец, народный артист Кыргызстана[228].
- Кауффман, Стэнли (97) — американский журналист и кинокритик, более полувека работавший на журнал The New Republic[229].
- Маллингс, Сеймур (82) — министр иностранных дел Ямайки (1995—2000)[230].
- Мартенс, Вильфрид (77) — премьер-министр Бельгии (1979—1981, 1981—1992), один из основателей (1976) и лидер (1990—2013) Европейской народной партии[231].
- Матулович, Милан (78) — югославский шахматист, гроссмейстер[232].
- Низюрский, Эдмунд (88) — польский писатель[233].
- Рид, Марк (58) — австралийский преступник и писатель[234].
- Родин, Анатолий Петрович (76) — советский футболист («Шахтёр» Донецк), двукратный обладатель Кубка СССР (1961, 1962)[235].
- Фалетёнок, Сергей Александрович (43) — российский новосибирский музыкант и поэт («Золотая долина», «Родная речь»), рак[236].
- Халаф Кунфуд, Аббас (58) — иракский дипломат и политолог, посол Ирака в России (2002—2003)[237].
- Хапсироков, Хизир Хаджибекирович (83) — российский учёный-филолог, главный редактор журнала «Черкесия»[238].
- Шрихари (49) — индийский актёр[239].

## 8 октября

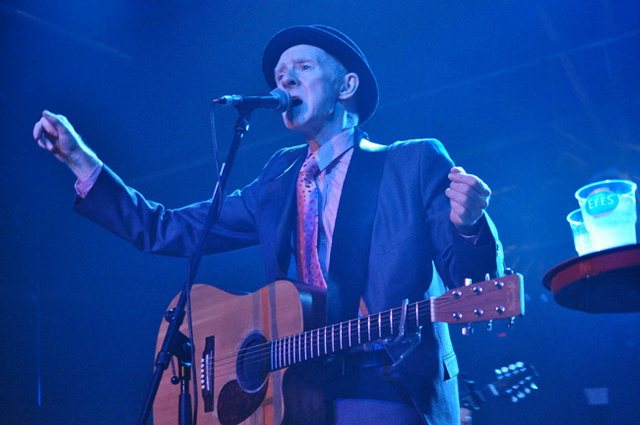
Фил Шеврон

- Волкова, Елена Андреевна (98) — русская художница, работавшая в стиле наивного искусства[240].
- Демаре, Поль (86) — канадский бизнесмен и миллиардер[241].
- Канаев, Олег (56) — борец греко-римского стиля, тренер и судья, отец двукратной олимпийской чемпионки по художественной гимнастике Евгении Канаевой[242].
- Левенец, Юрий Анатольевич (52) — украинский историк и политолог, академик Национальной академии наук Украины, директор Института политических и этнонациональных исследований[243].
- Пашин, Виталий Васильевич (87) — российский писатель и журналист[244].
- Пристай, Метро (85) — канадский хоккеист украинского происхождения, нападающий «Чикаго Блэкхокс» и «Детройт Ред Уингз», трёхкратный обладатель Кубка Стэнли (1952, 1954, 1955)[245].
- Роджерс, Пол (96) — английский актёр («Наш человек в Гаване», «Башмаки рыбака»), лауреат British Academy Television Awards (1955) и премии «Тони» за лучшую мужскую роль в пьесе (1967)[246].
- Фария, Жозе (80) — бразильский футболист и тренер, тренер сборной Марокко по футболу (1983—1988)[247].
- Фиткевич, Пётр Николаевич (86) — председатель колхоза, Герой Социалистического Труда.
- Шеврон, Фил (56) — ирландский музыкант, гитарист группы «The Pogues»[248].

## 7 октября

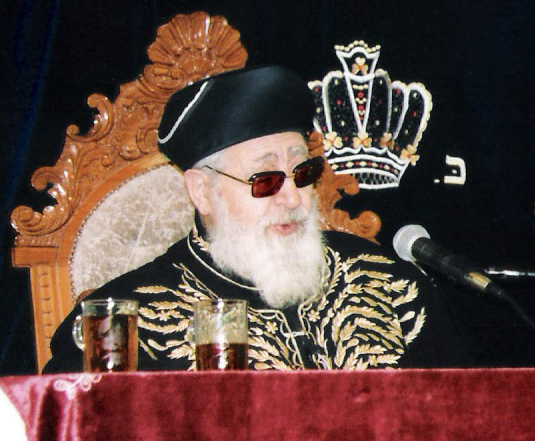
Овадья Йосеф

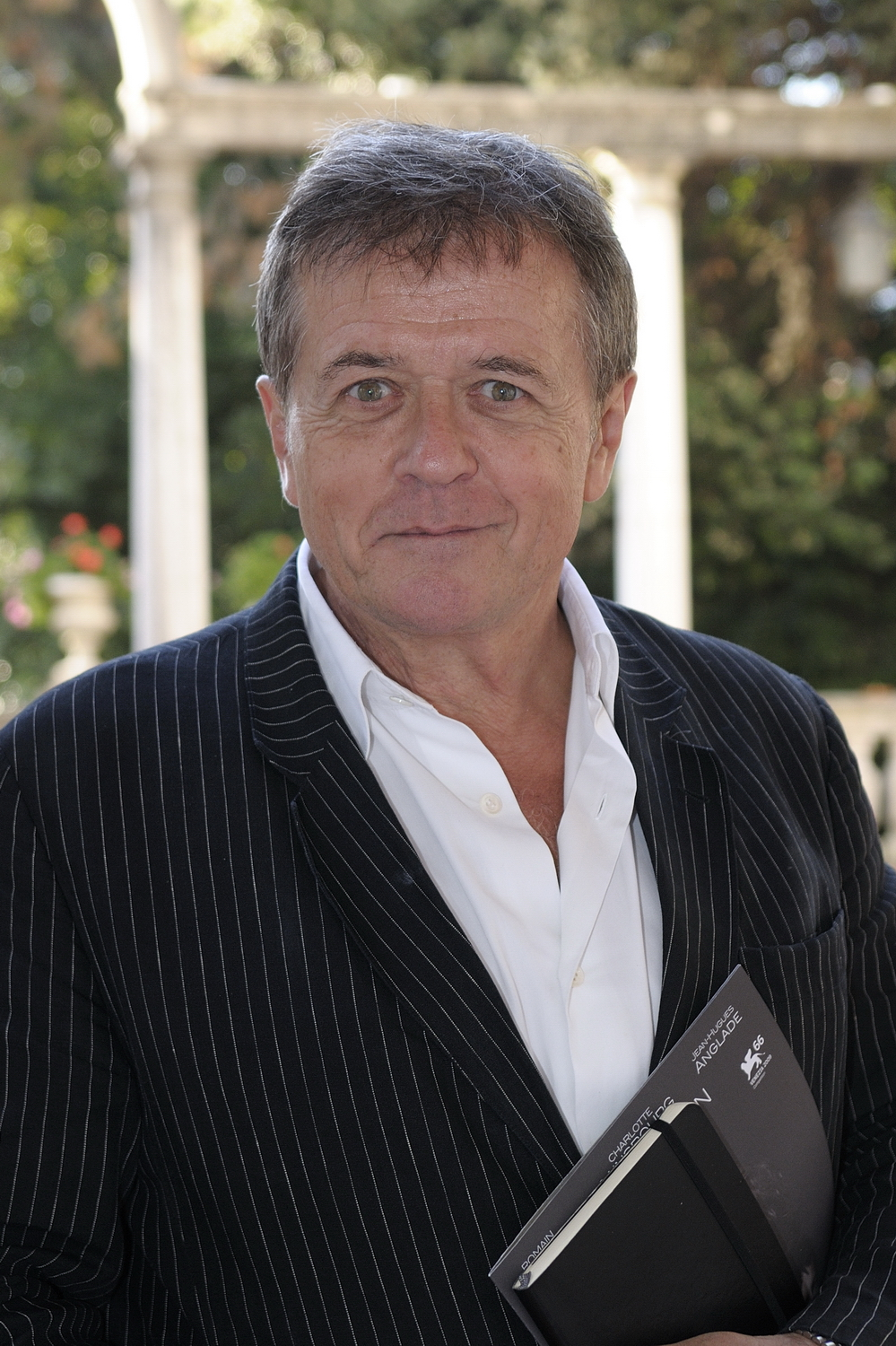
Патрис Шеро

- Дикинсон, Бейзил (98) — австралийский спортсмен, старейший олимпиец страны, участник Олимпийских игр в Берлине (1936)[249].
- Железняков, Валентин Николаевич (82) — советский и российский кинооператор, актёр и педагог, профессор[250].
- Йосеф, Овадья (93) — крупнейший галахический авторитет сефардских евреев, духовный лидер партии ШАС[251].
- Мендоса, Леандро (67) — филиппинский политик, министр транспорта и коммуникаций (2002—2010)[252].
- Салтыков, Юрий Николаевич (69) — уполномоченный по правам человека Астраханской области (2005—2010), генерал-майор; самоубийство[253].
- Соловьёв, Юрий Борисович (93) — советский дизайнер, создатель и директор Всесоюзного научно-исследовательского института технической эстетики (1962—1987), создатель и председатель Союза дизайнеров СССР (1987—1990), народный депутат СССР (1989—1991)[254]
- Хмелевская, Иоанна (81) — польская писательница, крупнейший мастер иронического детектива[255].
- Храпунков, Геннадий Владимирович (64) — актёр театра «Эрмитаж», снимался в кино, заслуженный артист России (1994)[256].
- Чурбанов, Юрий Михайлович (76) — заместитель министра внутренних дел СССР (1980—1983), зять Леонида Брежнева[257].
- Шеро, Патрис (68) — французский режиссёр театра и кино, актёр и сценарист; рак лёгких[258].

## 6 октября
- Берентаев, Канат Базарбаевич (66) — казахский экономист, разработчик экономических программ Казахстана[259].
- Ван Кампен, Нико (92) — нидерландский физик[260]
- Куприн, Владимир Иванович (65) — российский режиссёр и театральный педагог, главный режиссёр Саратовского, Пермского, Самарского, Ярославского, Тольяттинского и Волгоградского театров кукол[261].
- Сенин, Алексей Алексеевич (67) — российский журналист и общественный деятель, главный редактор газеты «Русский вестник»[262].

## 5 октября
- Алексеев, Юрий Константинович (82) — советский дипломат, Чрезвычайный и Полномочный Посол СССР в Народной Республике Бангладеш (1991—1992)[263].
- Багдасаров, Хачик Саакович (84) — российский кристаллограф, член-корреспондент РАН[264].
- Бенерито, Рут (97) — американский химик, изобретательница не требующих глаженья после стирки тканей[265].
- Ван Кэнань (33) — китайский спортсмен, чемпион мира по прыжкам в воду (2003)[266].
- Видович, Бранко (91) — хорватский пловец, бронзовый призёр чемпионата Европы в эстафете 4×200 м вольным стилем (1950)[267]
- Колоколов, Борис Леонидович (88) — советский и российский дипломат, заместитель Министра иностранных дел РСФСР и Российской Федерации (1981—1996)[268].
- Лидзани, Карло (91) — итальянский режиссёр, сценарист и критик; самоубийство[269].
- Миффлин, Фред (75) — канадский политик, министр рыболовства и океанов (1996—1997), министр по делам ветеранов (1997—1999)[270].
- Пересадило, Николай Карпович (80) — комбайнёр, Герой Социалистического Труда (1982)[271].
- Рахманова, Галина Юсуповна (49) — танцовщица Мариинского театра, педагог-репетитор[272].

## 4 октября

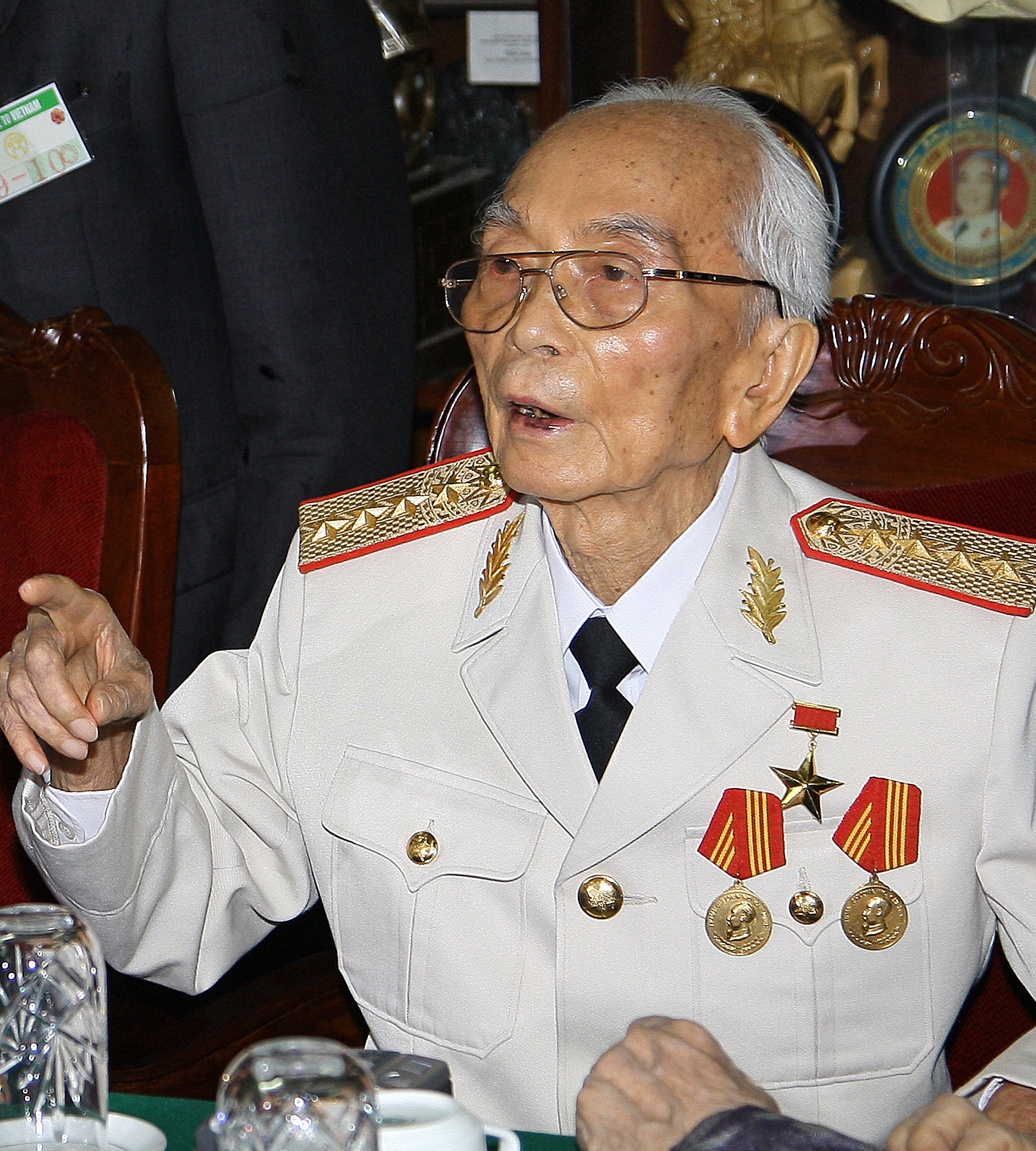
Во Нгуен Зяп

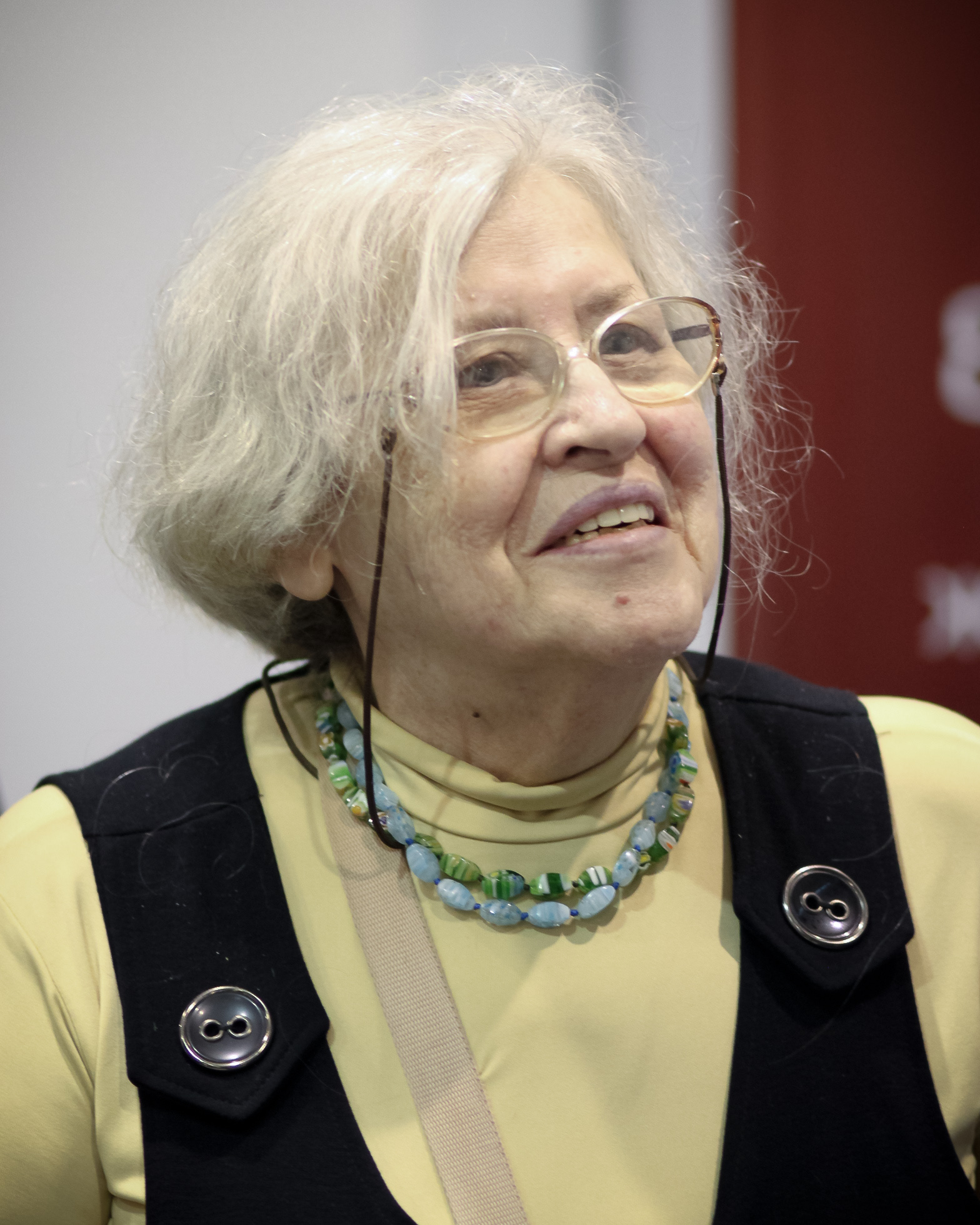
Марина Журинская

- Во Нгуен Зяп (102) — вьетнамский генерал армии, политик и военачальник, министр обороны Вьетнама (1946—1947, 1976—1980)[273].
- Журинская, Марина Андреевна (72) — российский журналист, публицист и лингвист[274].
- Ковальчук, Валентин Михайлович (97) — главный научный сотрудник-консультант Санкт-Петербургского института истории Российской академии наук, доктор исторических наук, отец российского физика, член-корреспондента РАН Ковальчука Михаила Валентиновича[275].
- Миёси, Акира (80) — японский композитор[276].
- Митраков, Виктор Дмитриевич (92) — ветеран Великой Отечественной войны, Герой Советского Союза (1945)[277].
- Орешко, Николас (96) — американский ветеран Второй мировой войны, награждённый Медалью Почёта (1945), старейший на день смерти кавалер этой награды[278][279].
- Пирузян, Лев Арамович (76) — учёный в области медицинской биофизики, физиологии, академик РАН (2000)[280].
- Уоллес, Херман (71) — участник афроамериканского движении за права чернокожего населения США «Чёрные пантеры», отбывавший в тюрьме пожизненное заключение с 1974 года[281].
- Хуцишвили, Георгий (?) — грузинский политолог, директор Международного центра по конфликтам и переговорам[282].

## 3 октября

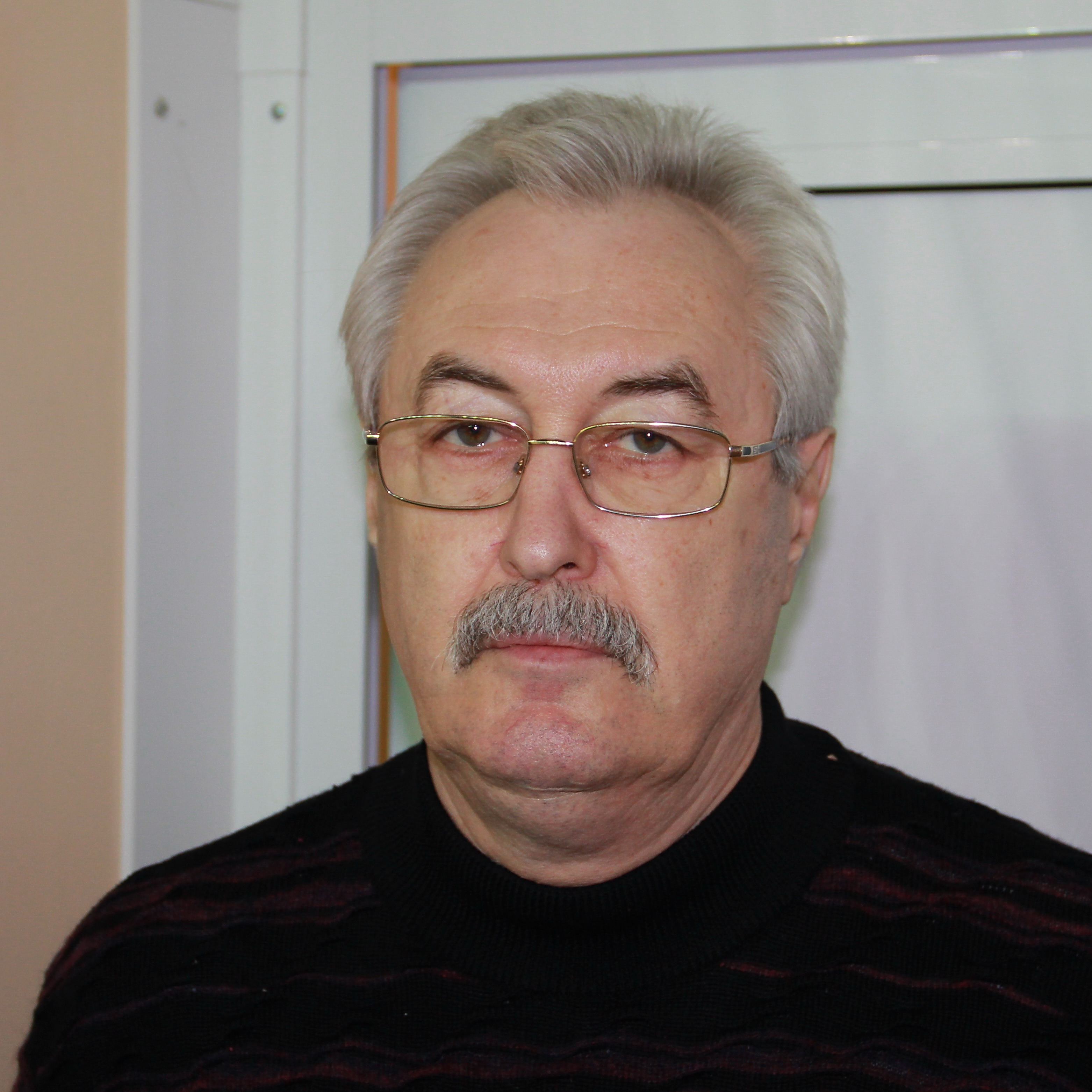
Сергей Белов

- Белов, Сергей Александрович (69) — советский баскетболист, советский и российский тренер, чемпион Олимпийских игр в Мюнхене (1972), двукратный чемпион мира, четырёхкратный чемпион Европы, заслуженный мастер спорта СССР (1969), заслуженный тренер СССР; зажёг огонь Московской Олимпиады в 1980 году[283].
- Винсент, Вирджиния (95) — американская актриса[284][285].
- Гетьман, Василий Прокофьевич (89) — Герой Социалистического Труда.
- Ивашкевич, Виктор Антонович (54) — белорусский оппозиционный политический и общественный деятель, один из создателей Белорусского народного фронта[286].
- Касай, Масаэ (80) — японская волейболистка, чемпион Олимпийских игр в Токио (1964)[287].
- Крамаренко, Наум (90) — чилийский публицист и режиссёр документальных фильмов[288].
- Перру, Бландин (36) — французская парашютистка, чемпионка мира по скайсёрфингу (2004)
- Распопов, Николай Петрович (66) — российский политолог, специалист в области политической регионалистики[289].
- Ризик, Рауль (66) — американский актёр[290].
- Сантос Торроэлья, Анхелес (101) — испанская художница[291].
- Орансон, Хуан Хосе Хенде (107) — самый старый шаман Эквадора, последний представитель этой профессии индейской народности тсачила. (О смерти стало известно в этот день)[292].
- Смит, Чак (86) — американский пастор, основатель Часовни на Голгофе[293].
- Хасбулатов, Асланбек Имранович (75) — российский чеченский историк, брат Руслана Хасбулатова[294].
- Черняев, Анатолий Фёдорович (76) — российский учёный-механик[295].

## 2 октября
- Акияма, Сюн (83) — японский литературный критик поколения интровертов, лауреат литературной премии имени Номы (1996)[296].
- Грин, Хилтон (84) — американский продюсер («Один дома 3», «16 свечей»)[297].
- Макаровский, Анатолий (60) — актёр и музыкальный руководитель Киевского еврейского музыкально-драматического театра имени Шолом-Алейхема (1994—2013), солист ВИА «Контемпоранул» и «Оризонт»; заслуженный артист Украины[298].
- Мацкевич, Вадим Викторович — советский инженер-изобретатель, подполковник, кандидат технических наук.
- Михайлина, Вера Ивановна (85) — советская театральная актриса, заслуженная артистка Карельской АССР[299].
- Немет, Абрахам (94) — американский математик и изобретатель, создатель кода Немета (en:Nemeth Braille)[300].
- Фенько, Елена Николаевна (37) — украинская баскетболистка, многократная чемпионка страны[301].

## 1 октября

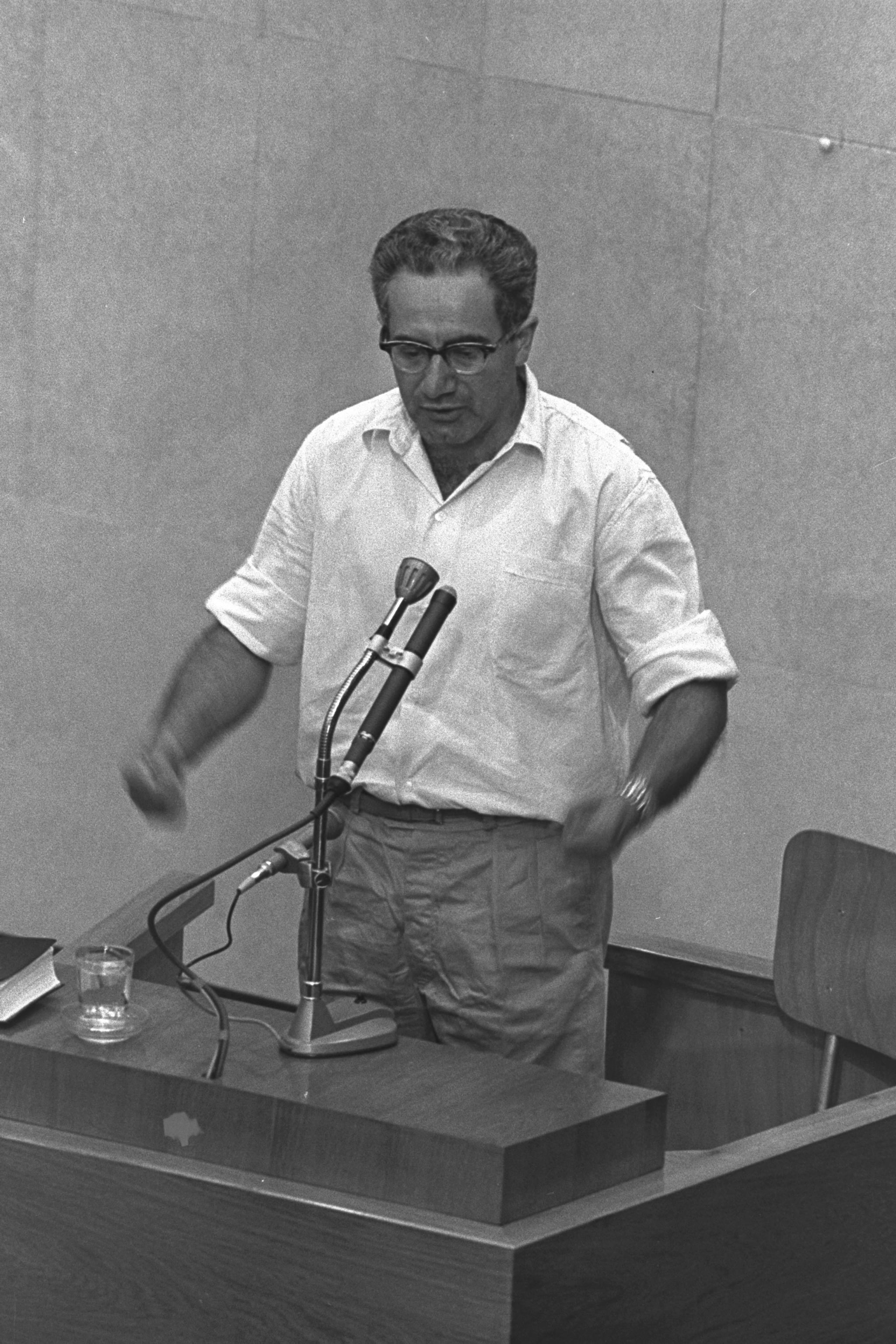
Исраэль Гутман

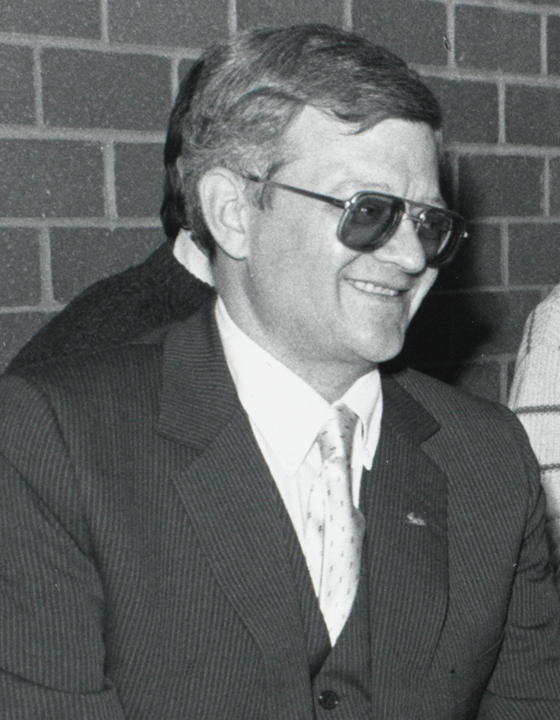
Том Клэнси

- Броудбент, Питер (80) — английский футболист («Вулверхэмптон Уондерерс»), трёхкратный чемпион Англии[302].
- Гутман, Исраэль (90) — израильский историк, профессор, один из последних участников восстания в Варшавском гетто[303]
- Джемма, Джулиано (75) — итальянский актёр («Леопард», «Анжелика — маркиза ангелов», «Анжелика в гневе»); ДТП[304].
- Казанцева, Ольга Александровна (23) — тренер омского Центра художественной гимнастики, тренер Ксении Дудкиной[305].
- Клэнси, Том (66) — американский писатель, крупнейший мастер технотриллера, под косвенным руководством которого создавались серии видеоигр Splinter Cell и Rainbow Six[306].
- Лазарус, Арнольд (81) — южноафриканский психолог, автор Мультимодальной психотерапии[307][308].
- Линц, Хуан (86) — испанский и американский политолог[309].
- Маркиш, Силвину Силвериу (95) — португальский военный деятель и колониальный администратор, генерал-губернатор Анголы (1962—1966 и 1974)[310].
- Митрофанов, Александр (41) — ударник группы «Неприкасаемые»[311].
- Мьёс, Оле Данбольт (74) — норвежский врач и политик, ректор университета Тромсё (1989—1995), председатель Комитета Нобелевской премии мира (2003—2008)[312].
- Орлов, Михаил Аронович (90) — заслуженный работник транспорта РСФСР, бывший начальник аэропорта Благовещенск[313].
- Трофимов, Виктор Иванович (75) — украинский спидвеист, чемпион СССР (1967), неоднократный призёр чемпионатов мира[314].
- Уткин, Валентин Павлович (79) — советский украинский хоккеист, первый капитан хоккейного клуба «Динамо» (Киев)[315].